# Květoslava Patočková

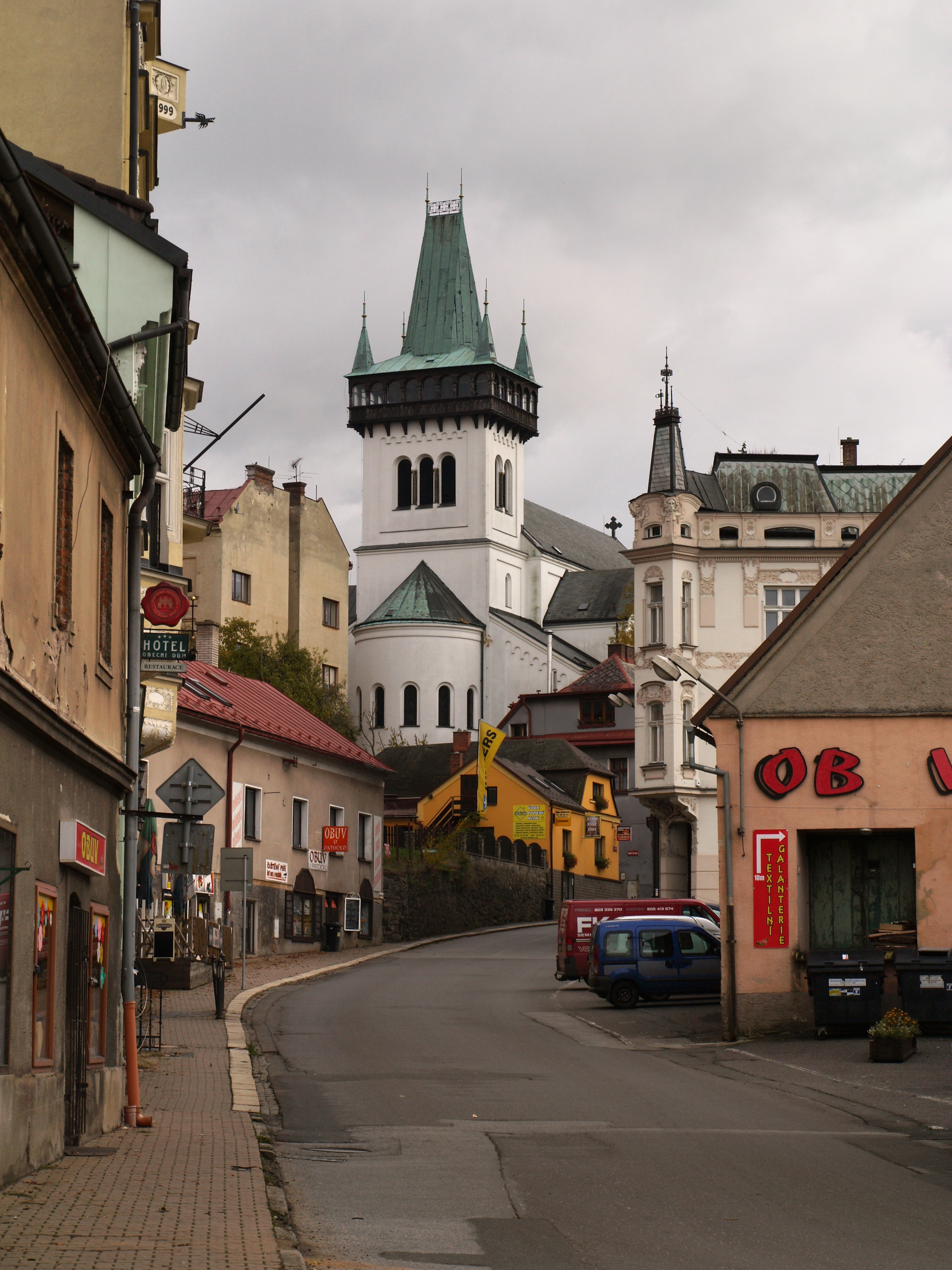
Semily – pohled Husovou ulicí na apsidu kostela sv. Petra a Pavla

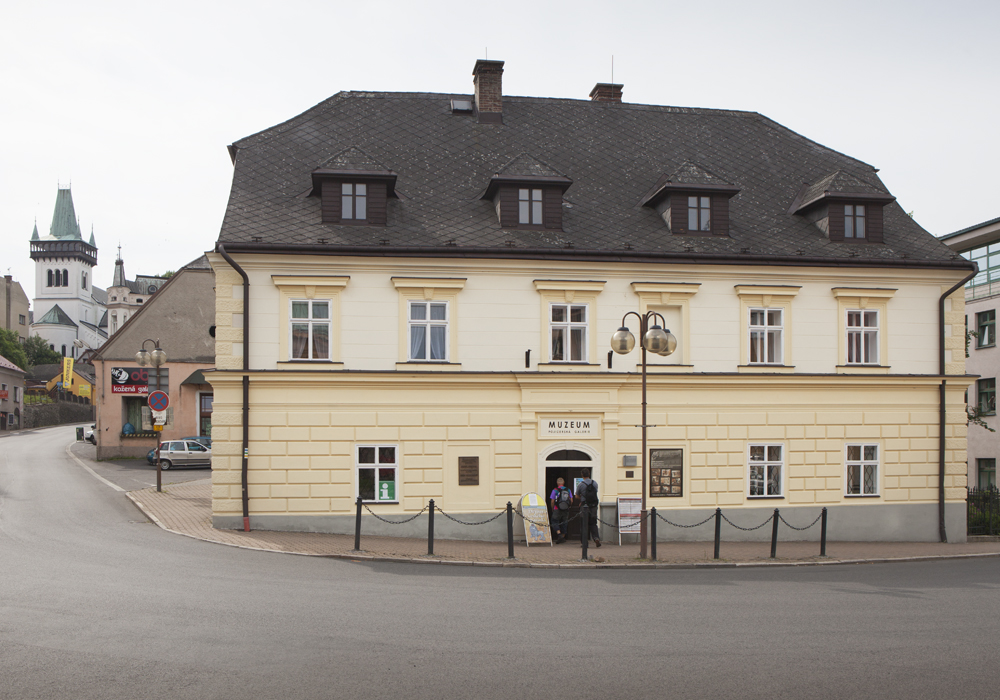
Muzeum a Pojizerská galerie v Semilech

Květoslava Patočková (17. ledna 1912 Havírna, Paseky nad Jizerou – 10. srpna 1991 Semily) nazývaná též semilská bába byla bylinkářka a lidová léčitelka. Svoje bylinářské zkušenosti u ní získával i fytoterapeut Pavel Váňa z Nového Bydžova.

## Život
Květoslava Patočková se narodila 17. ledna 1912 v Pasekách nad Jizerou (v části nazývané Havírna). Do Semil se přestěhovali až rok po skončení druhé světové války (v roce 1946). Tou dobou již byla známa svým léčitelstvím v celém Pojizeří. Kromě lidí léčila i zvířata. Byla velmi zbožná. Bydlela v podlouhlém domě pod náměstím v Husově ulici naproti semilskému muzeu. Malá místnost, kde přijímala nemocné a poskytovala rady, byla plná sošek a obrázků Ježíše, Panny Marie a svatých.
Dřív jsem každý den začínala účastí na mši svaté a svatým přijímáním. Dneska už do kostela sotva dojdu, a proto tady mám sošku Pána Ježíše a jeho portrét.
Květoslava Patočková, O svých návštěvách kostela, rok 1991, 
V místnosti byl stolek s papíry, kde psala doporučení a recepty.
Dostala jsem dar Boží a sílu čerpám z víry. Můj tatínek měl ale ještě větší dar. Jednou mi řekl, že budu bydlet v Semilech v domě s dlouhou chodbou a budou tam za tebou chodit lidé v zástupech.
Květoslava Patočková, O své víře v Boha a prorockých slovech otce, 
Květoslava Patočková zemřela 10. srpna 1991 a rozloučení s ní se uskutečnilo 16. srpna 1991 v děkanském kostele sv. Petra a Pavla v Semilech. V tradici lidového léčitelství pokračovala její dcera Jana Dufková z Jilemnice, která už nežije.
Muzeum a Pojizerská galerie Semily plánuje uspořádat výstavu (vydat brožuru; natočit krátký dokumentární film) související s působením lidové léčitelky Květoslavy Patočkové v Semilech.

## Další léčitelé v regionu
V Libereckém kraji působil český lékař a léčitel německé národnosti Jan Josef Antonín Eleazar Kittel, který žil v 18. století v Pěnčíně-Krásném na Jablonecku, v jeho domě je nyní muzeum. V polovině 20. století působil léčitel a hadař Josef Adam z Trávníčku v Podještědí na Liberecku. Svoje pacienty léčil zmijím jedem. Údajně léčil i českého historika, muzikologa, literárního historika a ministra školství Zdeňka Nejedlého (1878–1962). O jeho působení sepsal knihu s názvem Příběh podještědské obce regionální historik Jan Havelka (* 1990).